# مستقبل داخل الخلية
المستقبلات الخلوية (بالإنجليزية: Intracellular receptors) هي مستقبلات بروتينية كروية تقع داخل الخلية وليس على غشاء الخلية. الجزيئات التي تعبر غشاء الخلية لترتبط بمستقبل تكون بشكل عام غير قطبية وقد تكون صغيرة نسبيًا. تُعرف هذه الجزيئات أيضًا باسم الربيطات. تشمل الهرمونات التي تستخدم المستقبلات داخل الخلايا هرمونات الغدة الدرقية والألدوستيرون والهرمونات الستيرويدية. بمجرد ارتباطها، تعمل هذه المستقبلات عادةً كعوامل نسخ، تؤثر مباشرة على التعبير الجيني وتنظم مختلف العمليات الخلوية.
ومن الأمثلة على ذلك فئة المستقبلات النووية الموجودة في نواة الخلية والسيتوبلازم ومستقبل إينوزيتول ثلاثي الفسفات الموجود على الشبكة الإندوبلازمية. عادة ما تكون الروابط التي ترتبط بها عبارة عن طريق نظام الرسول الثاني داخل الخلايا مثل إينوزيتول ثلاثي الفسفات (IP3) وهرمونات محبة للدهون خارج الخلية مثل الهرمونات الستيرويدية.

## معايير المستقبل
معايير المستقبلات داخل الخلايا، تشير إلى الشروط التي يجب تحقيقها لكي يحدث الربط بين المستقبل والربيطة، ليتم استجابة بيولوجية. تشمل هذه المعايير الخصائص الكيميائية والفيزيائية للمستقبل والربيطة، وكذلك ظروف البيئة التي تسهل أو تعيق عملية الربط والاستجابة البيولوجية.

### السعة الرابطة المحدودة
السعة الرابطة المحدودة تشير إلى العدد المحدود لمواقع الربط المتاحة على مستقبل أو على مادة فاعلة للتفاعل مع الربيطات أو الجزيئات الأخرى. حيث يدل على الحد الأقصى لعدد عمليات الربط التي يمكن أن تحدث بين مستقبل وربيطاته تحت شروط معينة.
الاستجابة البيولوجية للهرمونات والمؤثرات الأخرى كظاهرة قابلة للتشبع ترتبط بمفهوم السعة الرابطة المحدودة في علم الأحياء والكيمياء الحيوية. السعة الرابطة المحدودة تعبر عن الحد الأقصى لعدد عمليات الربط التي يمكن أن تحدث بين مستقبل (مثل مستقبل هرموني) وبين الربيطة (مثل الهرمون) تحت ظروف محددة. هذا يعني أن هناك عدداً محدوداً من مواقع الربط المتاحة على المستقبلات، وبالتالي يمكن أن تشبع هذه المواقع بالربيطة عند تعرضها لتراكيز متزايدة منه.

## الروابط الخارجية
- الصفحة الرئيسية لمجلة Nuclear Receptor